# یواس‌اس نامونتاک (وای‌ان-۴۶)
یواس‌اس نامونتاک (وای‌ان-۴۶) (به انگلیسی: USS Namontack (YN-46)) یک کشتی بود که طول آن ۹۴ فوت ۵ اینچ (۲۸٫۷۸ متر) بود. این کشتی در سال ۱۹۳۸ ساخته شد.